# Carme Serrat i Campos
Carme Serrat i Campos   (Girona, 21 de juny de 1879 - Girona, 28 d'octubre de 1940) fou una mestra gironina de principis del segle xx.

## Biografia[1]
Carme Serrat i Campos va néixer a Girona el 1879. Era filla d'un empleat de ferrocarrils.
Va estudiar a la Normal de Barcelona. L'any 1897 va obtenir el títol de Mestra Elemental. L'any 1917, quan ja s'havia creat l'Escola Normal Femenina a Girona, se li concedí el de Mestra Superior.
Va començar a exercir com a mestra substituta i interina en diverses escoles de les comarques gironines: Sant Miquel de Campmajor, Riudellots de la Creu, Sant Gregori, Campelles i Canet d'Adri. La primera plaça en propietat va ser a Farrera (Pallars Sobirà). S'hi va estar un any i a continuació es traslladà a Batet (Garrotxa) on va exercir durant vuit anys. L'any 1915, quan ja comptava amb una llarga experiència professional, va prendre possessió de l'escola de nenes de Sant Pere Pescador, on s'hi va estar dinou anys. El setembre del 1934 es va traslladar a Girona, a la Graduada "Ignasi Iglésias" (avui Escola de Montjuïc) de nova creació, on fou nomenada directora de la secció de nenes. Però, en realitat, va ser Silvestre Santaló, director de la secció de nens, qui va exercir la direcció. Va ser gràcies al prestigi del Sr. Santaló, que va poder viure amb relativa tranquil·litat els anys de la Guerra Civil, malgrat estar considerada d'extrema dreta.
Va morir el 28 d'0ctubre de 1940, després d'una llarga trajectòria professional de 42 anys.

## Inquietuds pedagògiques[2]
Tenia aficions literàries i va escriure varis articles pedagògics on defensava la seva idea d'educació.
Creia més en l'educació que en la instrucció i pensava que la formació moral i religiosa de les alumnes era prioritària, però sempre acompanyada d'una sòlida formació intel·lectual.Insistia en què calia educar des de l'amor i des de l'exemple: "És més difícil educar que instruir. És fàcil explicar la resolució d'un problema. És més difícil tractar de corregir un defecte. No n'hi ha prou amb explicacions. Cal insistir i explicar amb l'exemple"
Era molt conscient de la importància de l'ambient en l'educació i del contacte amb la natura, potser influenciada per Maria Montessori. En aquest sentit va promoure excursions i intercanvis entre alumnes de zones de mar i de muntanya: "L'intercanvi escolar ofereix un devassall de coneixements amb els quals enriquir al nen… Com que les meves nenes coneixen el mar necessitem dirigir-nos d'excursió a un lloc on poder admirar la muntanya, contemplar les riques panoràmiques que senyoreja i comprendre certes explicacions que es donen a l'escola".
Defensava la igualtat de drets entre els mestres i les mestresses a l'escola i també l'educació de les nenes en les mateixes condicions que els seus companys.
Com que estava molt ben considerada per la inspecció, va intervenir en diferents actes com a ponent, en representació de l'Associació Provincial de Magisteri. Així mateix, va donar lliçons sobre llenguatge als Centres de Col·laboració Pedagògica.
Tot i que ella es considerava una persona de dretes, era molt respectuosa amb les opinions dels altres i tenia un taranna conciliador. Cap a l'any 1920, va haver-hi un fort enfrontament ideològic entre el professors de la Normal, reflectit en dues publicacions: El Magisterio Gerundense i Gerunda, fins a tal punt que l'inspector Sr. Junquera va escriure un article fent una crida a la unió.Carme Serrat, juntament amb Francesc Navés, company seu a Sant Pere Pescador i titllat d'esquerres, van escriure una carta oberta, posant-se com a exemple de com, des de diferents ideals, es podia mantenir una bona convivència i posicionant-se a favor de la tolerància.